# Teodor (Tiekuczow)
Teodor, imię świeckie Dmitrij Wasiliewicz Tiekuczow (ur. 1 maja?/14 maja 1908 w Mańkowo-Kalitwienskiej słobodzie, zm. 3 kwietnia 1985 w Pieczorach) – rosyjski biskup prawosławny.

## Życiorys
W wieku 11 lat z rodziną emigrował z Rosji. Ukończył studia teologiczne w Instytucie św. Sergiusza w Paryżu. 28 marca 1930 w cerkwi św. Sergiusza z Radoneża w Paryżu przed metropolitą Eulogiuszem (Gieorgijewskim) złożył wieczyste śluby zakonne. W tym samym roku biskup Beniamin (Fiedczenkow) wyświęcił go na hierodiakona. 25 maja 1930 w soborze św. Aleksandra Newskiego w Paryżu przyjął święcenia kapłańskie z rąk metropolity Eulogiusza i został proboszczem rosyjskiej parafii w Vichy.
W 1931 metropolita Eulogiusz, po konflikcie z locum tenens Patriarchatu Moskiewskiego metropolitą Sergiuszem (Stragorodskim), przeszedł razem z całym podległym mu Zachodnioeuropejskim Egzarchatem Rosyjskiego Kościoła Prawosławnego w jurysdykcję Patriarchatu Konstantynopolitańskiego. Część duchowieństwa i wiernych wymówiła mu wówczas posłuszeństwo, postanawiając pozostać w Rosyjskim Kościele Prawosławnym. Do grupy tej należał również hieromnich Teodor, który służył odtąd w cerkwi Trzech Świętych Hierarchów w Paryżu. W 1931 został skierowany do Nicei, gdzie opiekował się grupą wiernych, którzy pozostali w Rosyjskim Kościele Prawosławnym.
21 września 1936 wyjechał do Stanów Zjednoczonych, gdzie został sekretarzem arcybiskupa aleuckiego i północnoamerykańskiego Beniamina (Fiedczenkowa). W 1937 mianowano go proboszczem parafii przy soborze św. Mikołaja w San Francisco, zaś w 1943 objął analogiczne stanowisko w parafii św. Jerzego w Chicago. 20 października 1943 Święty Synod Rosyjskiego Kościoła Prawosławnego nominował go na biskupa argentyńskiego, wikariusza eparchii północnoamerykańskiej. 5 grudnia 1943 otrzymał godność archimandryty. Tydzień później w soborze w Chicago miała miejsce jego chirotonia biskupia, w której jako konsekratorzy udział wzięli metropolita aleucki i północnoamerykański Beniamin, biskup amerykański i kanadyjski Dionizy (Serbski Kościół Prawosławny) i biskup Chicago Gerazym (Patriarchat Konstantynopolitański).
Do Argentyny duchowny dotarł dopiero w 1947. W momencie jego przyjazdu na terytorium Argentyny Patriarchat Moskiewski nie dysponował żadną świątynią (wszystkie istniejące cerkwie przeszły wcześniej w jurysdykcję Rosyjskiego Kościoła Prawosławnego poza granicami Rosji). Początkowo biskup służył w cerkwi św. Jerzego należącej do Patriarchatu Antiochii. Doprowadził jednak do wzniesienia odrębnego soboru pod wezwaniem Zwiastowania.
Po sześciu latach hierarcha musiał opuścić Argentynę z powodu nieprzedłużenia mu prawa pobytu. W 1952 został biskupem San Francisco i Kalifornii. Odszedł w stan spoczynku w 1956. Przybył wówczas do Moskwy i otrzymał polecenie zamieszkania w monasterze Zaśnięcia Matki Bożej w Odessie. Następnie przebywał w różnych klasztorach na terytorium Mołdawii (kolejno w monasterze Herbowieckim, w monasterze Nowy Neamț oraz w monasterze Cǎpriana), a po ich zamknięciu w Monasterze Pskowsko-Pieczerskim. Zmarł po krótkiej chorobie 3 kwietnia 1985 i został pochowany na terenie klasztoru.